# 辛菲羅波爾國際機場

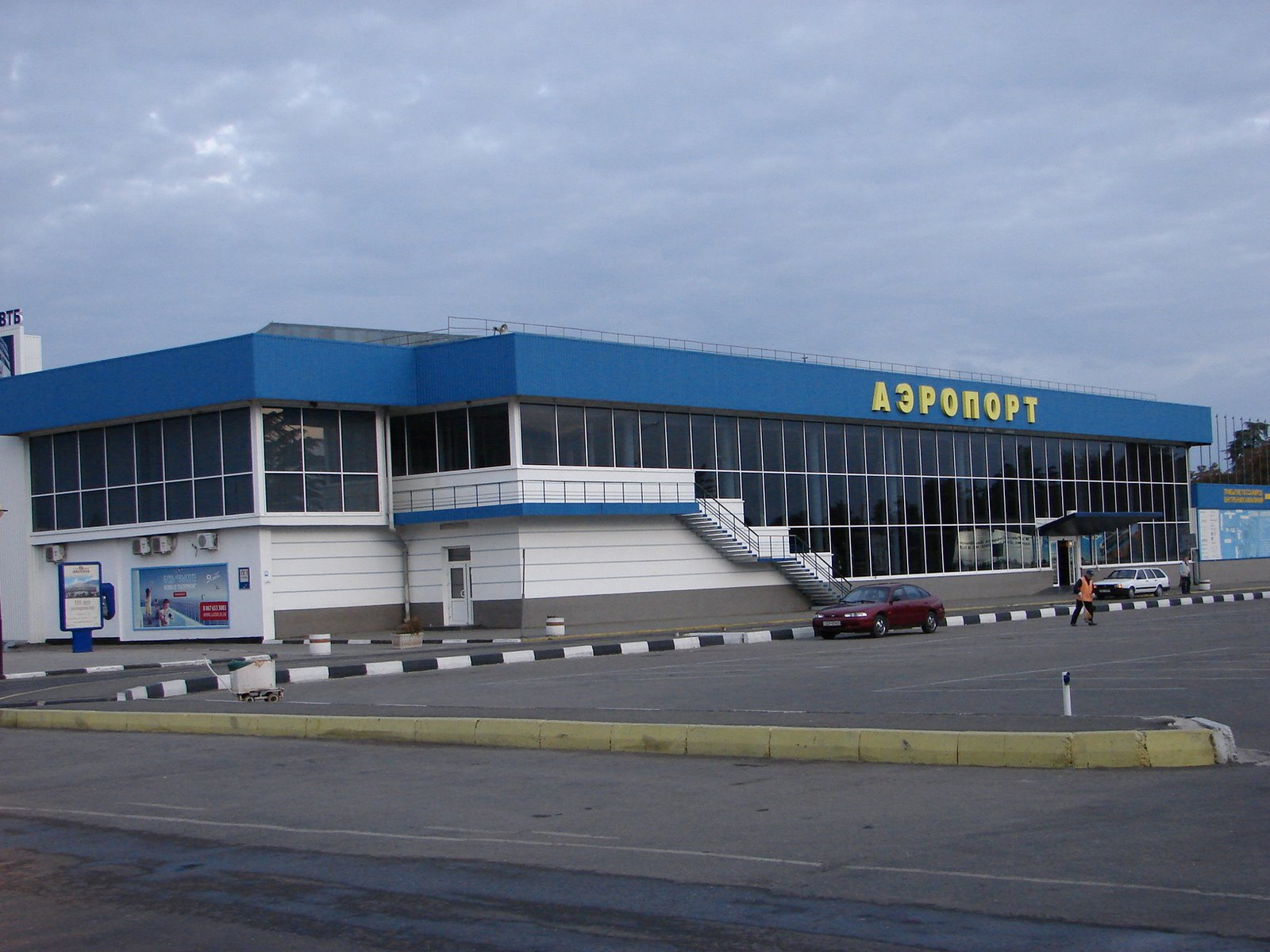
機場客運大樓

辛菲羅波爾國際機場（烏克蘭語：Міжнародний аеропорт "Сімферополь"）是一座位於原屬於乌克兰克里米亞自治共和國辛菲羅波爾的國際機場（乌克兰克里米亚半岛自2014年3月起在俄罗斯联邦实际控制下）。在1936年建成，俄罗斯并吞后2017年投资建设的新航厦落成。

## 航空公司與目的地
| 航空公司       | 目的地                            |
| -------------- | --------------------------------- |
| 俄羅斯航空     | 莫斯科—謝列梅捷沃                 |
| 多布羅廖特航空 | 莫斯科—謝列梅捷沃                 |
| 阿瑪航空       | 埃里溫                            |
| 新星航空       | 莫斯科—謝列梅捷沃                 |
| 阿塞拜疆       | 巴庫                              |
| 白俄羅斯航空   | 明斯克                            |
| 大陸航空       | 克拉斯諾亞爾斯克、莫斯科—伏努科沃 |
| Kavminvody航空 | 莫斯科—伏努科沃                   |
| 科加雷姆航空   | 蘇爾古特                          |
| 北方航空       | 莫斯科—謝列梅捷沃                 |
| 路西亞航空     | 聖彼得堡                          |
| S7航空         | 莫斯科—多莫傑多沃、新西伯利亞     |
| 土耳其航空     | 伊斯坦布爾—阿塔圖克               |
| 烏拉爾航空     | 葉卡捷琳堡                        |
| UTair航空      | 莫斯科—伏努科沃                   |
| 烏茲別克航空   | 撒馬爾罕、塔什干                  |
| VIM航空        | 莫斯科—多莫傑多沃                 |

## 外部連結
- 官方網站 （页面存档备份，存于） （俄文）
- 世界航空数据库中的UKFF机场数据，数据截止日期：2006年10月。
- 在大圆制图人（Great Circle Mapper）上的SIP机场信息 
  - NOAA/NWS上UKFF机场的即時天氣
- 航空安全網絡 UKFF的事故歷史 （页面存档备份，存于）